# QT Marshall
Michael Cuellari, meglio conosciuto con il ring name QT Marshall (Livingston, 16 luglio 1985), è un wrestler statunitense, sotto contratto con la All Elite Wrestling.

## Personaggio

### Mosse finali
- QT Cutter (Cutter)
- Island Driver (Emerald flowsion) – 2012-2017

### Soprannomi
- "God's Gift to Professional Wrestling"
- "Mr. Irresistible"

### Musiche di ingresso
- Swear It To The Sun di Voodoo Johnson
- QT Special di Michael Rukus

## Titoli e riconoscimenti
- Georgia Premier Wrestling
  - GPW Southern States Championship (2)
- International Wrestling Association Puerto Rico
  - IWA Puerto Rico Championship (1)
- Jersey Championship Wrestling
  - JCW Heavyweight Championship (1)
- Lucha Libre AAA Worldwide
  - AAA Latin American Championship (1)
- Monster Factory Pro Wrestling
  - MFPW Heavyweight Championship (1)
  - MFPW Tag Team Championship (1) – con Punishment Martínez
- Southern Championship Wrestling Florida
  - SCW Florida Heavyweight Championship (3)